# 陳曉華
陳曉華（英語：Hera Chan Hiu Wa，1995年1月3日—），香港女演員，《2018年度香港小姐競選》冠軍及2019年《國際中華小姐競選》冠軍，《萬千星輝頒獎典禮2024》「飛躍進步女藝員」獎項得主，現為無綫電視經理人合約藝員。

## 簡歷

### 早年生活
陳曉華是土生土長的香港人；她自小與家人同住渡船角文英樓（至2021年），曾就讀香港真光女書院，2013年入讀香港中文大學聯合書院護理系，並在第一學期（2016至2017年）因成績優異而獲頒發「鄭棟材獎學金」，2018年6月19日亦獲香港護士管理局發出註冊護士證明書。另外，她就讀大學期間已開始擔任平面及宣傳模特兒，2016年曾參加時裝雜誌《ViVi》的香港區讀者模特兒選拔賽，且贏得「最受化妝師歡迎大獎」和「美髮大獎」，2017年起擔任該雜誌兼職模特兒。

### 參加選美活動

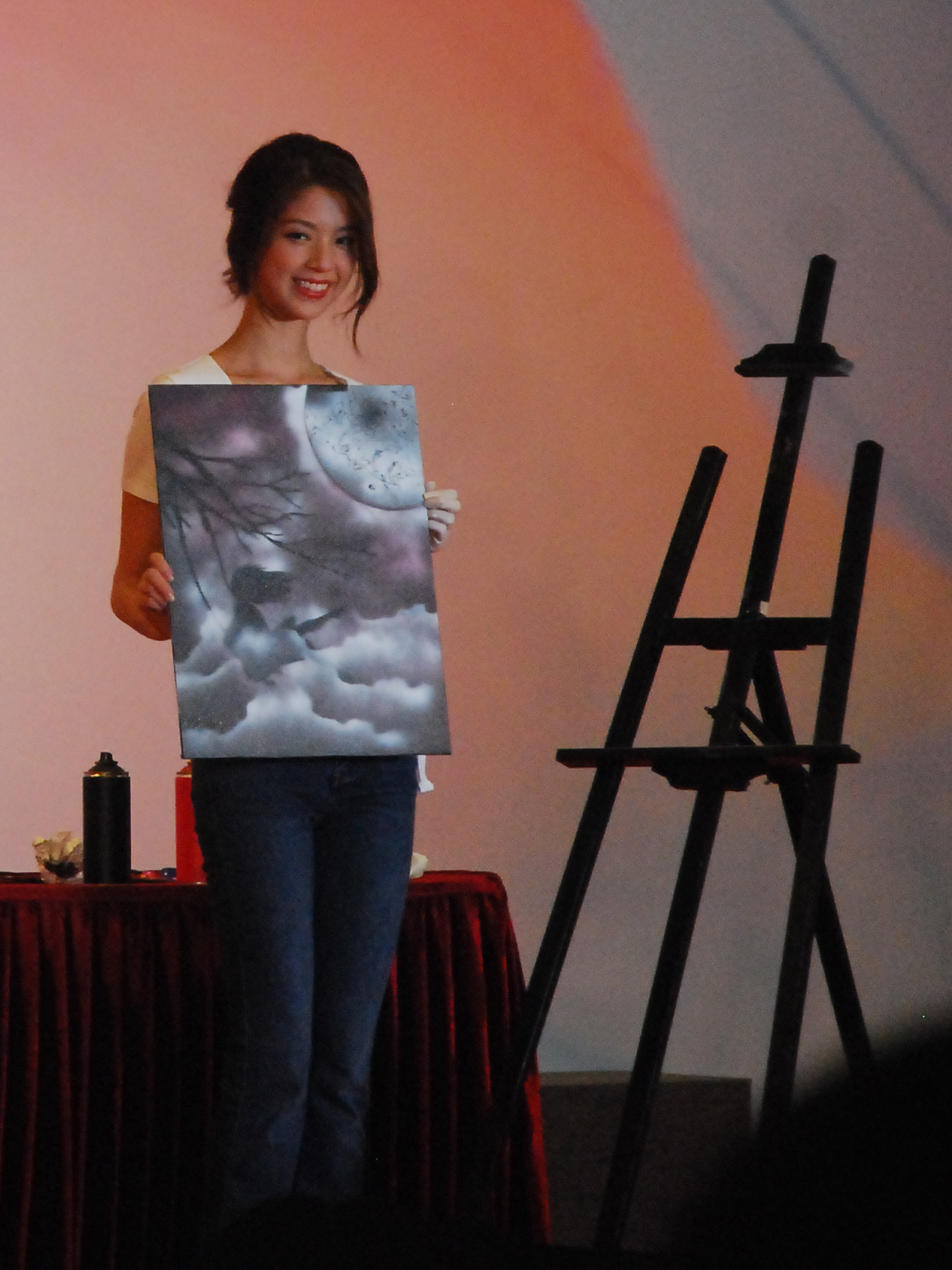
《2018年度香港小姐競選》馬鞍山宣傳活動
（2018年8月17日）

陳曉華小時候曾因病留院治療，經《2001年度香港小姐競選》冠軍楊思琦探訪後萌生參選念頭，卻礙於膽小而未有行動，直至2017年到精神病院參與護士實習期間，遇上一位患有精神分裂的女病人，表示自己對不能離開病房而覺得失落，使她有所感悟，遂報名參加《2018年度香港小姐競選》，並奪得冠軍。選舉期間，有報道指陳曉華曾與前男友狄以達拍拖時在食店說粗口，指她是「粗口港姐」，她接受傳媒訪問後表示以後會小心自己的言行。2018年10月中，她跟無綫電視簽約成為旗下經理人合約藝員，入讀為期兩個月的無綫電視藝員訓練班。由於她是香港小姐冠軍，故於2019年3月代表香港參加《2019國際中華小姐競選》，結果再奪取冠軍頭銜。

### 演藝事業
2020年7月，陳曉華首次參演無綫劇集，在《迷網》中擔任第二名女主角「蕭美婷（Denise）」，但被觀眾批評演技生硬且口齒不清，認為她沒有資格擔任女主角而應該要進修。隨後她澄清本身沒有先天性舌繫帶過短症（俗稱黐脷筋），會加以改善懶於咬字的問題；直至2021年8月於劇集《七公主》飾演「胡映雪」一角，獲網民稱讚咬字及演技有進步，年尾並此劇入圍《萬千星輝頒獎典禮2021》「飛躍進步女藝員」。
2022年，陳曉華於無綫劇集《異搜店》首度成為女主角，飾演「馮祖儀」一角。同年於台慶劇《美麗戰場》飾演「林小美」一角。同年年尾，陳曉華憑《異搜店》、《回歸光影頌：曙光》、《美麗戰場》於《萬千星輝頒獎典禮2022》首度獲提名「最佳女主角」、「最受歡迎電視女角色」及「馬來西亞最喜愛TVB女主角」，並入圍「飛躍進步女藝員」最後五強，更於頒獎禮當晚獲頒「最佳衣著女藝人獎」。
2023年，陳曉華於無綫電視台慶劇《新聞女王》飾演「唐芷瑤」一角，演出再獲網民讚賞，同年第四度入圍「飛躍進步女藝員」。
2024年，陳曉華於無綫電視台慶劇《巾幗梟雄之懸崖》飾演「桂花香」，獲讚演技進步。同年，陳曉華於無綫劇集《異空感應》再次成為女主角，一人分飾「邢可嵐」及「Mary」兩角，不少動作戲都親身上陣。同年，陳曉華憑《異空感應》入圍《萬千星輝頒獎典禮2024》「最佳女主角」及「馬來西亞最喜愛TVB女主角」，並憑《巾幗梟雄之懸崖》首度打入「最佳女配角」最後五強，更奪得「飛躍進步女藝員」。

## 感情生活
陳曉華參加《2018年度香港小姐競選》期間被傳媒揭露曾與香港藝人狄以達拍拖，但兩人均專注個人事業發展，最終在2018年4月分手，之後獲男方公開支持參選決定，她也透過港姐複選「點頭示意」有關論述確實無誤。2020年10月，她被謠傳在拍攝《異搜店》期間介入何廣沛與朱晨麗的緋聞，隨後公開否認緋聞。
同年12月，陳曉華被謠傳與MIRROR成員陳卓賢相戀兼同居，亦疑被記者拍得乘坐由男方駕駛的私家車出外，以及曾獨自駕駛對方座駕。其後陳曉華本人及陳卓賢經理人黃慧君均否認緋聞，黃更指出跟陳曉華同處車上者並非陳卓賢；但根據運輸署資料顯示，該座駕乃由陳卓賢所成立之公司持有。 同月，陳曉華被記者發現仍有私下與狄以達會面，故二人被傳復合，然二人其後均否認傳聞。
2023年3月，陳曉華被指與羅天宇在節目《咔嚓咔嚓》結緣，並同遊日本。
2024年8月27日，陳曉華被指早已在拍攝《迷網》期間與朱敏瀚暗生情愫，並同居逾年；兩人更被指已計劃於年底在東南亞結婚。

## 演出作品

### 電視劇
| 首播     | 劇名             | 角色         |
| 無綫電視 |                  |              |
| 2020年   | 迷網             | 蕭美婷       |
| 2021年   | 七公主           | 胡映雪       |
| 2021年   | 異搜店           | 馮祖儀       |
| 2022年   | 食腦喪Ｂ         | 梁倩桐       |
| 2022年   | 廉政行動2022     | 何小穎       |
| 2022年   | 回歸光影頌: 曙光 | 鄧麗娟       |
| 2022年   | 回歸             | 鄧麗娟       |
| 2022年   | 美麗戰場         | 林小美       |
| 2022年   | 法證先鋒V        | 柳 青        |
| 2022年   | 法證先鋒V        | 楊 冰        |
| 2023年   | 新聞女王         | 唐芷瑤       |
| 2024年   | 巾幗梟雄之懸崖   | 桂花香       |
| 2024年   | 異空感應         | 邢可嵐／Mary |
| 未播映   | 非常檢控觀       | 秦湘言       |
| 未播映   | 死有對証         | 程芷昕       |
| 未播映   | 金式森林         | 林澄         |
| 未播映   | 夫妻的博弈       | 胡曉彤       |
| 籌備中   | 新聞女王2        | 唐芷瑤       |

### 綜藝節目
| 首播     | 節目名                              | 備註                 |
| 無綫電視 |                                     |                      |
| 2018年   | 星光熠熠耀保良2018                  | 固定演出             |
| 2018年   | TVB 50+1周年再出發                  | 固定演出             |
| 2018年   | TVB 50+1再出發節目巡禮2019          | 固定演出             |
| 2018年   | 歡樂滿東華2018                      | 固定演出             |
| 2019年   | 慈善星輝仁濟夜2019                  | 固定演出             |
| 2019年   | 富貴金豬賀肥年                      | 固定演出             |
| 2019年   | 金豬耀保良                          | 固定演出             |
| 2019年   | 公益金萬眾同心50年                  | 固定演出             |
| 2019年   | 明愛暖萬心                          | 固定演出             |
| 2019年   | 善心滿東華2019                      | 固定演出             |
| 2020年   | 娛樂大家10點半                      | 固定演出（娛樂家族） |
| 2020年   | 歡樂滿東華                          | 固定演出             |
| 2021年   | 明星運動會                          | 固定演出             |
| 2021年   | 全城迎奧運                          | 固定演出             |
| 2021年   | We Miss Hong Kong香港小姐競選準決賽 | 固定演出             |
| 2021年   | 讀心專家                            | 固定演出             |
| 2022年   | 2022香港小姐競選決賽                | 固定演出             |
| 2024年   | 獎門人新春感謝祭                    |                      |
| 2024年   | 警聲百二秒                          | 只演出於第五集       |
| 2024年   | 玩轉深中懶人包                      |                      |

### 音樂錄像
- 2019年：王浩信《愛不起》

## 曾獲獎項與提名
| 年份 | 頒獎單位                | 獎項                    | 作品                                                 | 結果               |
| ---- | ----------------------- | ----------------------- | ---------------------------------------------------- | ------------------ |
| 2018 | 2018香港小姐競選        | 冠軍                    | 不適用                                               | 獲獎               |
| 2018 | 2018香港小姐競選        | 我最喜愛佳麗獎          | 不適用                                               | 獲獎               |
| 2019 | 2019國際中華小姐競選    | 冠軍                    | 不適用                                               | 獲獎               |
| 2021 | 萬千星輝頒獎典禮2020    | 飛躍進步女藝員          | 《迷網》、《娛樂大家》                               | 提名               |
| 2022 | 萬千星輝頒獎典禮2021    | 飛躍進步女藝員          | 《七公主》                                           | 提名               |
| 2022 | Yahoo! 搜尋人氣大獎2022 | 熱搜本地男女藝人或組合  | 不適用                                               | 頭100位            |
| 2022 | Yahoo! 搜尋人氣大獎2022 | 人氣電視劇CP            | 《美麗戰場》                                         | 與陳瀅、劉佩玥獲獎 |
| 2023 | 萬千星輝頒獎典禮2022    | 飛躍進步女藝員          | 《異搜店》、《食腦喪Ｂ》、《美麗戰場》、法證先鋒V》  | 最後五強           |
| 2023 | 萬千星輝頒獎典禮2022    | 最佳女主角              | 《異搜店》                                           | 提名               |
| 2023 | 萬千星輝頒獎典禮2022    | 最佳女主角              | 《回歸光影頌：曙光》                                 | 提名               |
| 2023 | 萬千星輝頒獎典禮2022    | 最佳女主角              | 《美麗戰場》                                         | 提名               |
| 2023 | 萬千星輝頒獎典禮2022    | 最受歡迎電視女角色      | 《異搜店》                                           | 提名               |
| 2023 | 萬千星輝頒獎典禮2022    | 最受歡迎電視女角色      | 《回歸光影頌：曙光》                                 | 提名               |
| 2023 | 萬千星輝頒獎典禮2022    | 最受歡迎電視女角色      | 《美麗戰場》                                         | 提名               |
| 2023 | 萬千星輝頒獎典禮2022    | 馬來西亞最喜愛TVB女主角 | 《異搜店》                                           | 提名               |
| 2023 | 萬千星輝頒獎典禮2022    | 馬來西亞最喜愛TVB女主角 | 《回歸光影頌：曙光》                                 | 提名               |
| 2023 | 萬千星輝頒獎典禮2022    | 馬來西亞最喜愛TVB女主角 | 《美麗戰場》                                         | 提名               |
| 2023 | 萬千星輝頒獎典禮2022    | 最受歡迎電視搭檔        | 《美麗戰場》                                         | 與陳瀅、劉佩玥提名 |
| 2023 | 萬千星輝頒獎典禮2022    | 最佳衣著女藝人獎        | 不適用                                               | 獲獎               |
| 2024 | 萬千星輝頒獎典禮2023    | 飛躍進步女藝員          | 《新聞女王》                                         | 提名               |
| 2025 | 萬千星輝頒獎典禮2024    | 飛躍進步女藝員          | 《巾幗梟雄之懸崖》、《異空感應》、《玩轉深中懶人包》 | 獲獎               |
| 2025 | 萬千星輝頒獎典禮2024    | 最佳女主角              | 《異空感應》                                         | 提名               |
| 2025 | 萬千星輝頒獎典禮2024    | 馬來西亞最喜愛TVB女主角 | 《異空感應》                                         | 最後十強           |
| 2025 | 萬千星輝頒獎典禮2024    | 最佳女配角              | 《巾幗梟雄之懸崖》                                   | 最後五強           |
| 2025 | 第9屆觀眾在民間電視大獎 | 民選飛躍進步女藝員      | 不適用                                               | 最後五強           |

## 外部連結
- Hera Chan 陳曉華的Youtube頻道 （页面存档备份，存于）
- Hera Chan 陳曉華的Facebook專頁
- 陳曉華的新浪微博
- 陳曉華的Instagram帳戶
- Big Big Channel 頻道 - 17號 陳曉華[]
- 《2018香港小姐競選》 - 17號 陳曉華 Hera Chan

| 前任： 雷莊𠒇 | 香港小姐競選冠軍 2018年 | 繼任： 黃嘉雯 |